# Heart Peaks
Heart Peaks är bergstoppar i Kanada.   De ligger i provinsen British Columbia, i den centrala delen av landet, 4 000 km väster om huvudstaden Ottawa.
Trakten runt Heart Peaks består i huvudsak av gräsmarker. Trakten runt Heart Peaks är nära nog obefolkad, med mindre än två invånare per kvadratkilometer.